# Comuna Kustîn, raionul Rivne, regiunea Rivne
Kustîn (în ucraineană Кустин) este o comună în raionul Rivne, regiunea Rivne, Ucraina, formată din satele Kustîn (reședința), Reșuțk și Serhiivka.

## Demografie
Componența lingvistică a comunei Kustîn
     Ucraineană (98,59%)
     Rusă (1,12%)
     Alte limbi (0,22%)
Conform recensământului din 2001, majoritatea populației comunei Kustîn era vorbitoare de ucraineană (98,59%), existând în minoritate și vorbitori de rusă (1,12%).